# Michael Uhrmann
Michael Uhrmann (Wegscheid, 16 september 1978) is een Duitse skispringer.
Hij begon met skispringen in 1995. In 2001 won hij 2 medailles op het WK in Lahti. Hij won met het Duitse team goud op de grote schans en brons op de normale schans.
Op de olympische winterspelen van 2002 won hij met het Duitse team goud op de grote schans.
Met zijn vrouw Heidi heeft hij een kind: Leni.
| Logo van de Olympische Spelen | Goud | Zilver | Brons | Logo van de Olympische Spelen |
|                               | 1    | 1      | 0     |                               |